# الیسه ری
الیسه ری (به انگلیسی: Elise Ray) ژیمناست زادهٔ ۶ فوریهٔ ۱۹۸۲ میلادی اهل کشور ایالات متحده آمریکا است.